# Valbondione
Valbondione (Bungiù [bunˈʤu], Bundiù [bunˈdju], Albundiù [albunˈdju] o Valbundiù [valbunˈdju] in dialetto bergamasco) è un comune italiano di 936 abitanti della provincia di Bergamo in Lombardia.
Posto presso la testata della val Seriana, dista circa 52 chilometri a nord-est dal capoluogo orobico.

## Geografia fisica

### Territorio

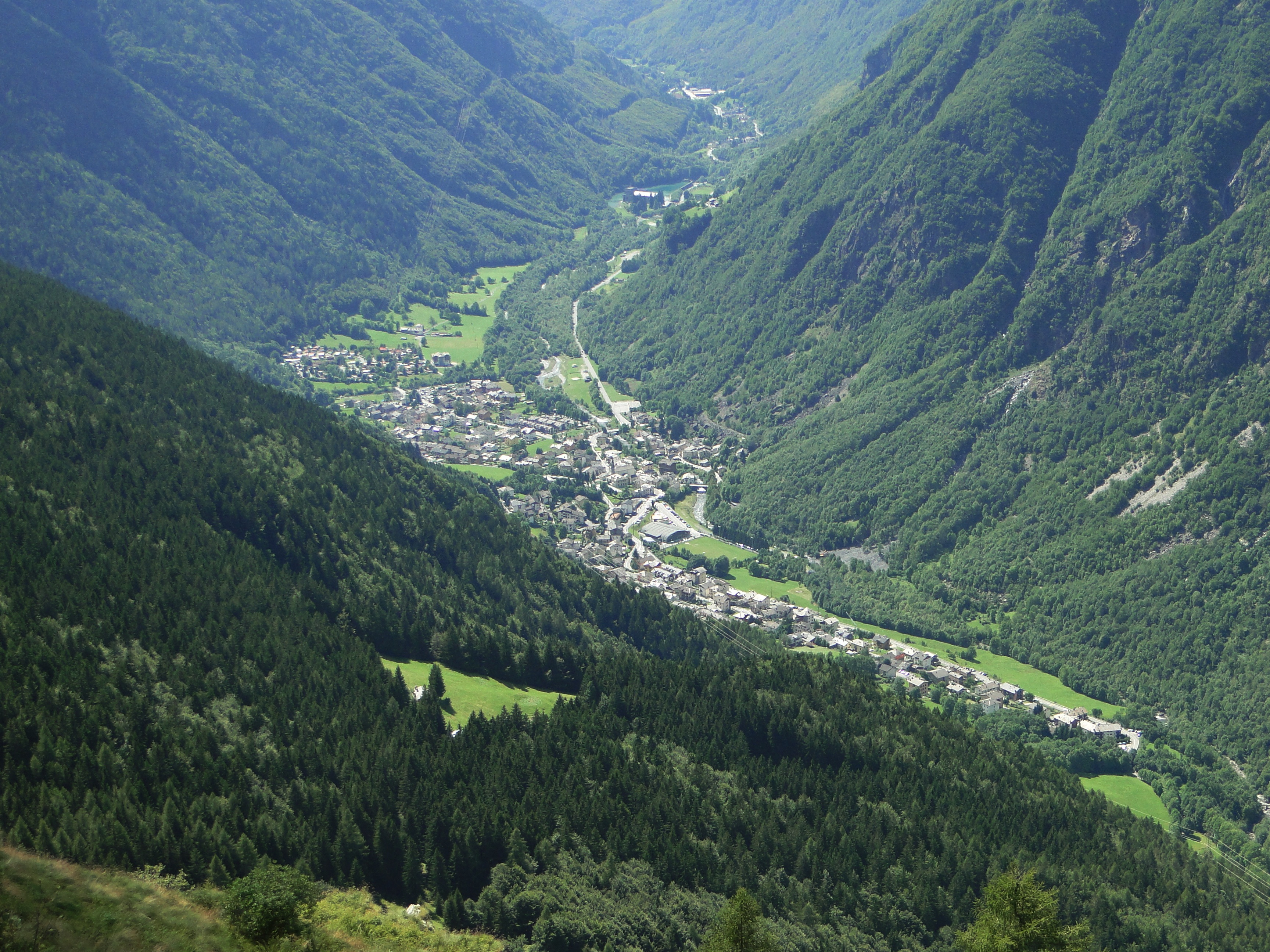
Vista sull'abitato di Bondione

Situato in alta val Seriana, con un'altitudine compresa tra i 750 m s.l.m. del fondovalle e i 3050 del Pizzo Coca, è il comune più esteso e più settentrionale della provincia di Bergamo.
Il territorio è delimitato a nord dallo spartiacque delle Alpi Orobie che parte dal pizzo del Diavolo di Tenda, include la punta Scais, il Pizzo Coca e continua fino al monte Torena, e che suddivide la provincia bergamasca da quella di Sondrio (nella fattispecie con i comuni di Piateda, Ponte in Valtellina e Teglio).
A sud-ovest confina con Gandellino tramite la linea che va dalla cresta del pizzo del Diavolo di Tenda al pizzo Ceppo, scende sul fondovalle e risale sul monte Vigna Soliva; a sud include invece la parte sommitale della val Sedornia fino alla vetta del monte Vigna Vaga, limite amministrativo con il comune di Colere posto in val di Scalve.
A sud-est il limite territoriale è ancora con la stessa valle ma con il paese di Vilminore di Scalve, ed è dato dal tratto che va dai monti Vigna Vaga al passo della Manina, continuando sul monte Sasna fino al pizzo dei Tre Confini; la linea continua a est con le vette dei monti Gleno, Trobio, Strinato e Torena.

### Orografia

#### Monti
Il territorio molto esteso include un ragguardevole numero di monti, valli e corsi d'acqua. Si consideri infatti che le dodici vette più alte delle Alpi Orobie sono incluse sul suolo valbondionese: le principali sono il Pizzo Coca (3050 m), il Pizzo Redorta (3038 m), la Punta Scais (3038 m), il Dente di Coca (2924 m), il Pizzo del Diavolo della Malgina (2924 m), il Pizzo del Diavolo di Tenda (2914 m), il Monte Torena (2911 m), il Pizzo Recastello (2886 m) e il Monte Gleno (2882 m), con numerose altre cime di altezza minore.

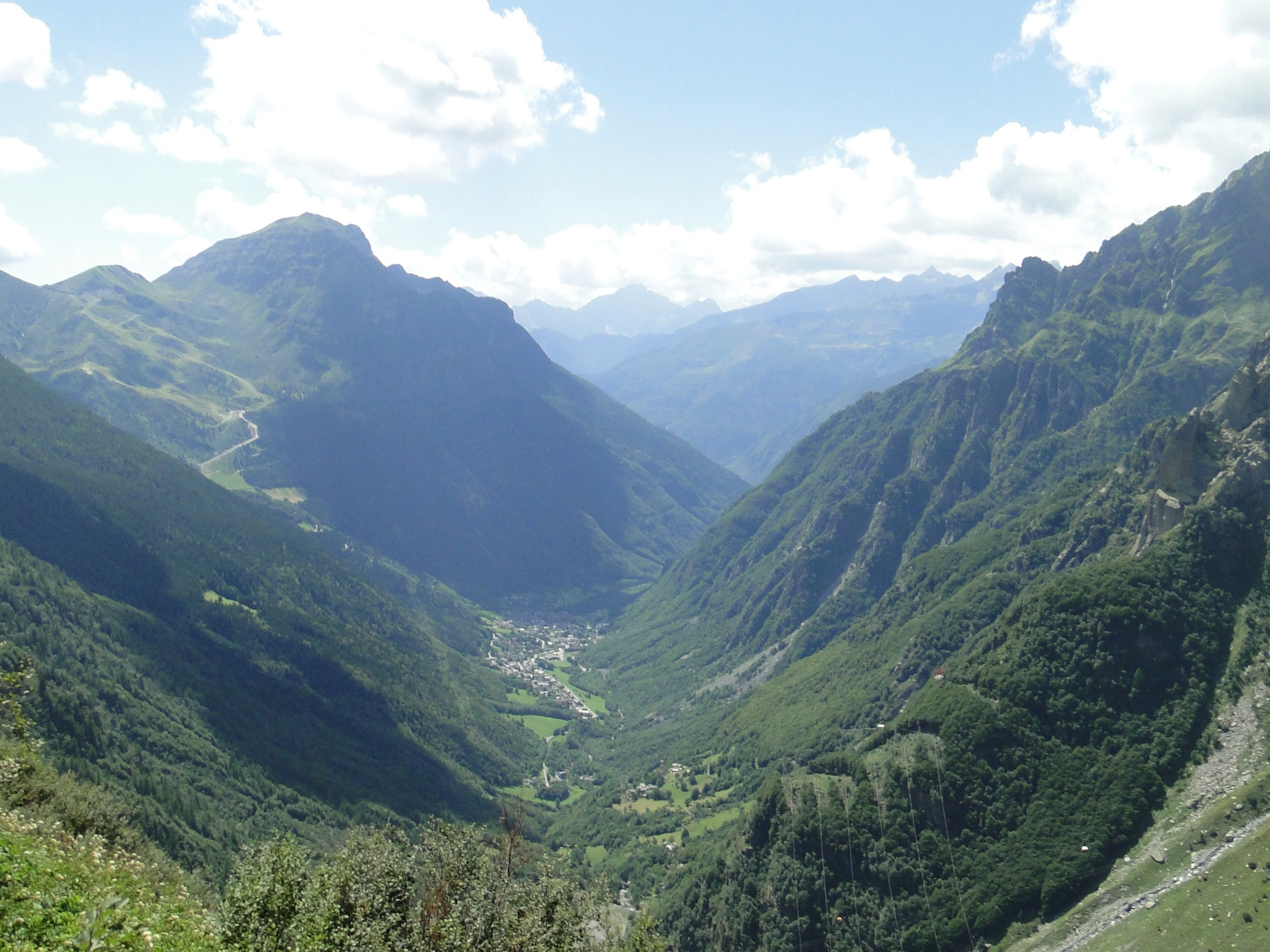
La parte terminale della valle

#### Vallate
Molte sono anche le vallate: si va dalla valle Bondione, che occupa la porzione Sud-Est del territorio, e le sue tributarie valle dell'Asta e valle Stretta, alla valle di Coca, che si sviluppa sulle pendici dell'omonimo monte, senza dimenticare la valle dell'Aser e la Valsecca, che sfociano presso Fiumenero, la valle degli Enrici, che scende dal monte Vigna Soliva, la val Sedornia (anche se inizia solo più a monte) e la valle del Serio. Quest'ultima è indubbiamente la più importante, con numerose altre valli minori che vi sfociano nella sua parte iniziale, a un'altezza spesso superiore ai 2000 m s.l.m., quali la Valmorta, la valle della Cerviera, la valle del Trobio e la valle del Lago.

### Geologia
L'escavazione di Valbondione ha raggiunto le formazioni cristalline archeozoiche che costituiscono il basamento delle formazioni sedimentarie permiche e mesozoiche. Questi terreni cristallini si trovano nel fondovalle e nelle parti più basse dei versanti. Invece le catene montuose che circondano Valbondione sono costituite da materiali permici.

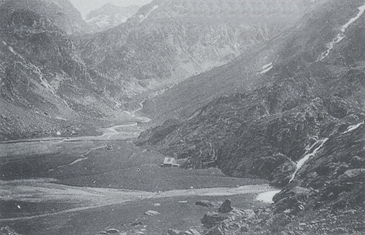
La conca del Barbellino, 1862

### Morfologia
Tra le creste più alte di Valbondione e il fondovalle, si susseguono una serie di conche e valloni glaciali. I fondi delle conche sono caratterizzati da bacini lacustri, o torbosi o ghiaiosi; esse sono sbarrate da dossi rocciosi arrotondati. Le più elevate si trovano a 2300 m, scendendo, a 1862 m, si trova la conca del Barbellino, contenente le acque del Lago del Barbellino, seguita da uno strapiombo di 700 m che ricade sulla conca di Maslana (1150–1200 m) che a sua volta con un salto di un centinaio di metri si apre al tratto glaciale Bondione-Fiumenero (950–800 m).

### Idrografia

#### Fiumi
Per ciò che concerne l'idrografia numerosi sono i corsi d'acqua che bagnano il territorio: il principale è senza dubbio il Serio, che nasce dalle pendici del monte Torena nei pressi del Passo del Serio, e solca il territorio comunale ricevendo le acque di numerosi torrenti. Questi sono per lo più corsi d'acqua che raccolgono le acque in eccesso provenienti dai monti circostanti e quelle derivanti dallo scioglimento delle nevi. Il principale di questi è il fiume Bondione, che dà il nome alla vallata, bagna la frazione di Lizzola e confluisce nel Serio da sinistra. Tra gli altri si segnalano il Nero, che sfocia da destra presso Fiumenero, il Trobio e il Coca.

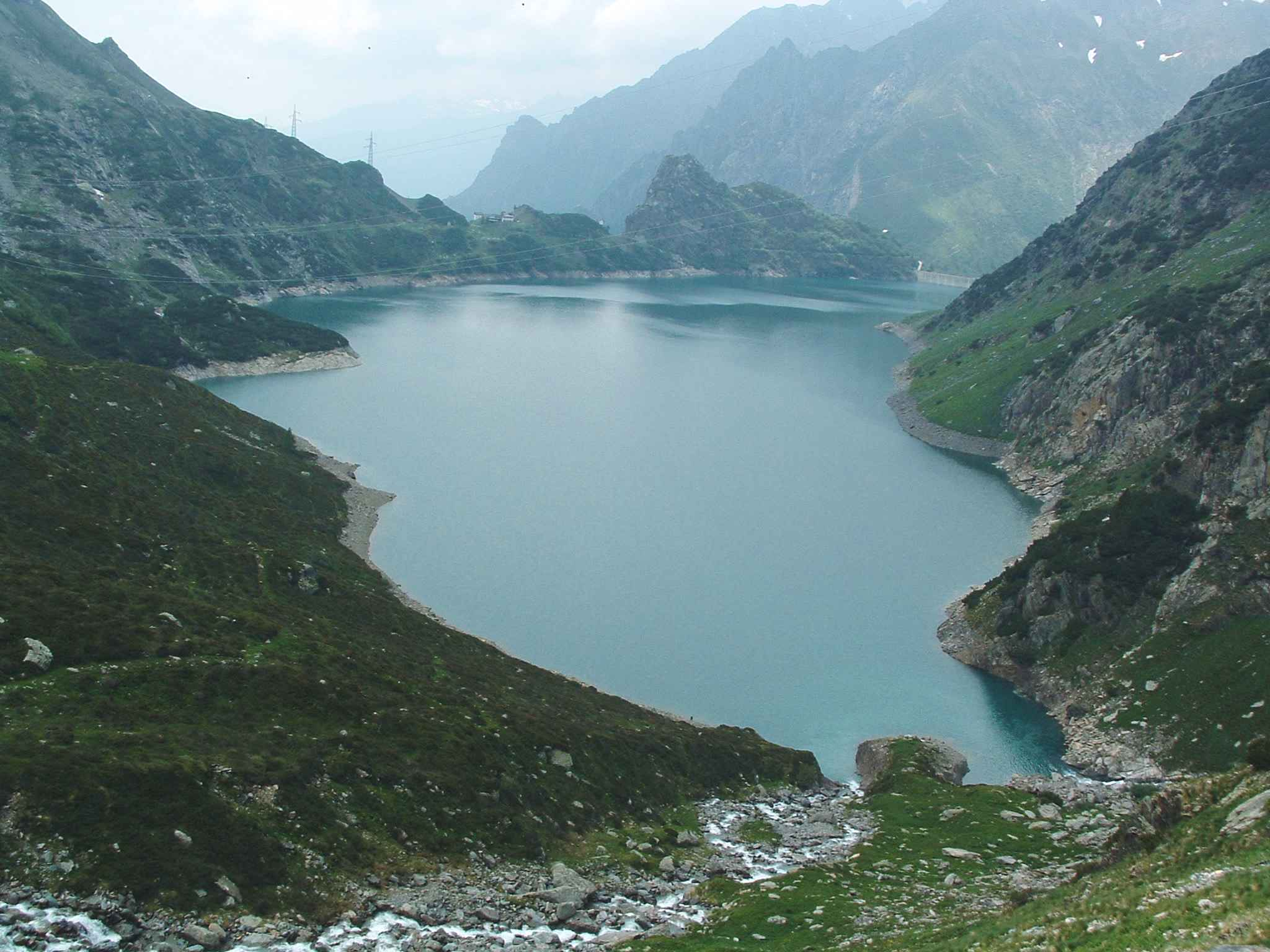
Il lago artificiale del Barbellino

#### Laghi
Sono presenti anche una grande quantità di laghi: il più esteso è il lago artificiale del Barbellino, posto nell'omonima conca a un'altezza di circa 1950 ms.l.m. il cui sbarramento viene utilizzato per la produzione di energia elettrica. Poco più a monte si trova il lago del Barbellino Naturale, meno esteso ma comunque dalle notevoli dimensioni. Estensione più contenuta è invece quella dei vari laghetti alpini quali il lago di Coca, situato sulle pendici dell'omonimo monte, i laghi della Cerviera (nell'omonima valle), il lago Spigorel in val Sedornia, ed i laghi della Malgina, Gelt, Bondione, di Valmorta, della Cima, di Sasna, dei Corni Neri, di Pila, d'Avert, che prendono il nome dalla località in cui si trovano.

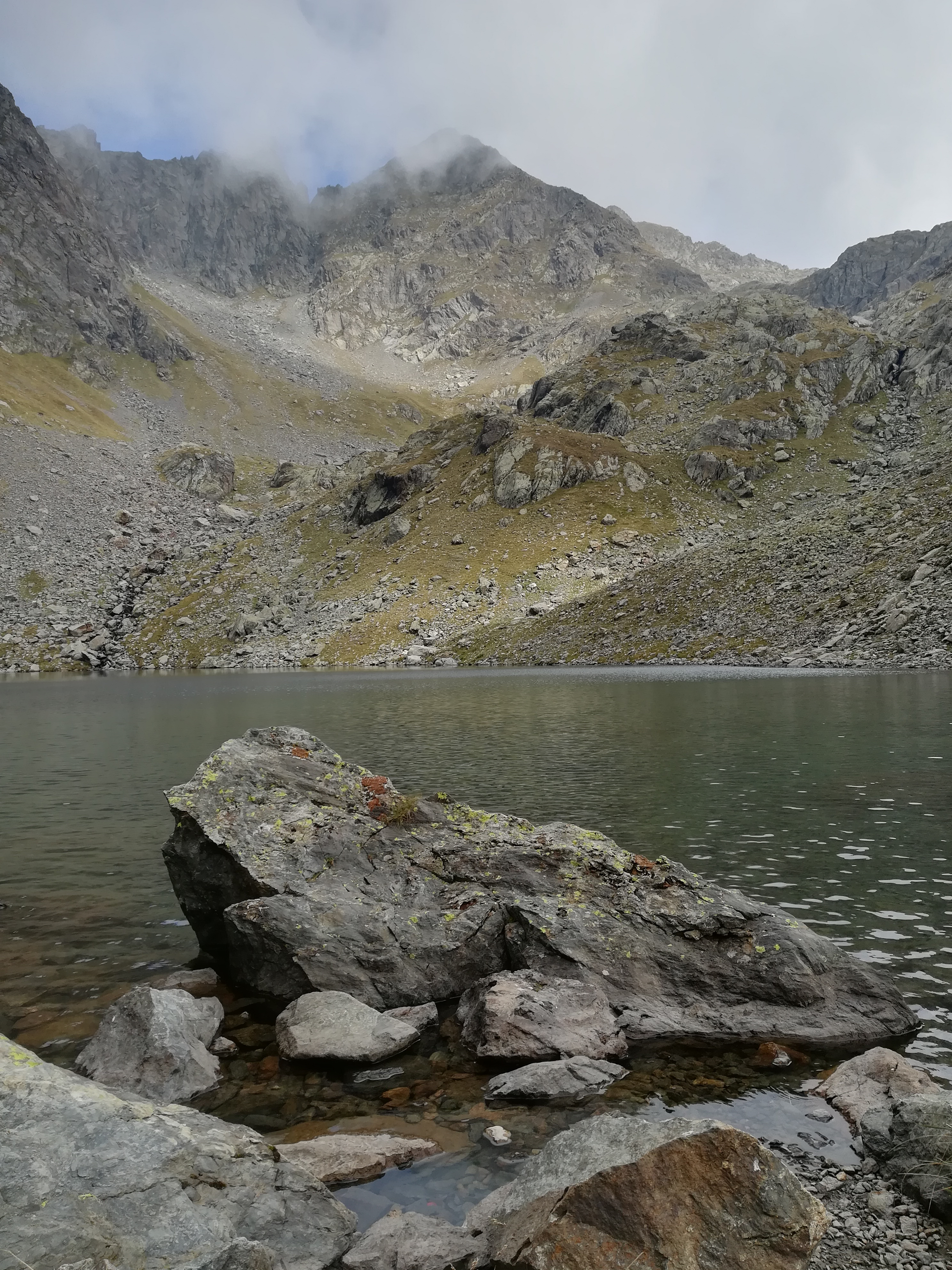
Il lago della Malgina situato a 2339 m di altitudine tra Pizzo Cavrel, Pizzo della Malgina, Cima della Malgina e Cima del Bondione

La rete viaria è molto semplice ed è composta da una sola arteria, la strada provinciale SP49 dell'alta val Seriana, che giunge da Gandellino, percorre tutto il fondovalle costeggiando il corso del fiume Serio, e si inerpica infine fino a Lizzola.
Vi sono inoltre numerosi sentieri e mulattiere, molto utilizzati specialmente nei secoli scorsi, che collegano il borgo con i centri vicini, ma anche con le vallate attigue tramite valichi montani. Tra questi vi sono il Passo di Bondione ed il Passo della Manina che conducono in Val di Scalve ed i passi Grasso di Pila, di Caronella e del Bondone, che comunicano con la Valtellina.

### Clima
Valbondione è una zona particolarmente soggetta alle precipitazioni superando i 1600 mm all'anno. Dal punto di vista climatico, la zona è soggetta a un regime continentale che parte dalla Valtellina e tocca anche la Val Seriana, cambiando poi in un regime subcontinentale.

## Origini del nome
Questa zona della Val Seriana è denominata Valbondione proprio perché prende il nome dal principale affluente del fiume Serio, Bondione. Il nome si riferisce poi per estensione alla valle che include i borghi presenti sul territorio comunale. Il nome della valle, già in epoca medievale indicata come Bondelione, trae origine dal prefisso Bont, di chiara matrice celtica, riscontrabile anche in altri toponimi della bergamasca quali Bondo di Albino, Bondo di Colzate oppure Bondo di Adrara San Martino, che starebbe a indicare una conca oppure un territorio con la presenza di un ammasso di pietre.

## Geografia antropica
Il comune è composto dalle frazioni Fiumenero (2850 ettari di estensione, la prima che si incontra provenendo da Bergamo), Bondione (4810 ettari) e Lizzola (1974 ettari), quest'ultima posta in posizione elevata rispetto al fondovalle, a Sud-Est del territorio comunale. Numerose sono le piccole contrade, tra le quali Mola, Gavazzo e Dossi, poste sulla destra del Serio tra Fiumenero e Bondione, con Redorta in posizione più elevata, poi Beltrame, Pianlivere e Grumetti che compongono il nucleo di Bondione, e infine Maslana, abbarbicata sulle pendici del monte Pinnacolo sulla destra orografica della valle.

### Sede Comunale
Bondione: la frazione più popolata di Valbondione posta a 900 m, denominata dal torrente Bondione che lo attraversa. In particolar modo, Bondione delimita il centro abitato capoluogo del comune ma è anche un quartiere dello stesso. Bondione infatti è diviso in diverse contrade:
- Grumetti
- Pianlivere
- Sambughera
- Beltrame
- Torre
- Ca' Patt
- Ca' di Cus
- Bondione (contrada)

A Bondione si trovano i principali servizi tra cui il municipio, la farmacia, l'ufficio turistico, la posta, le banche, le scuole, l'asilo e la biblioteca ed è caratterizzato dalla presenza di folti boschi e diversi pascoli. Le rarità naturali che caratterizzano Bondione sono legate alle miniere di Ferro delle montagne circostanti.

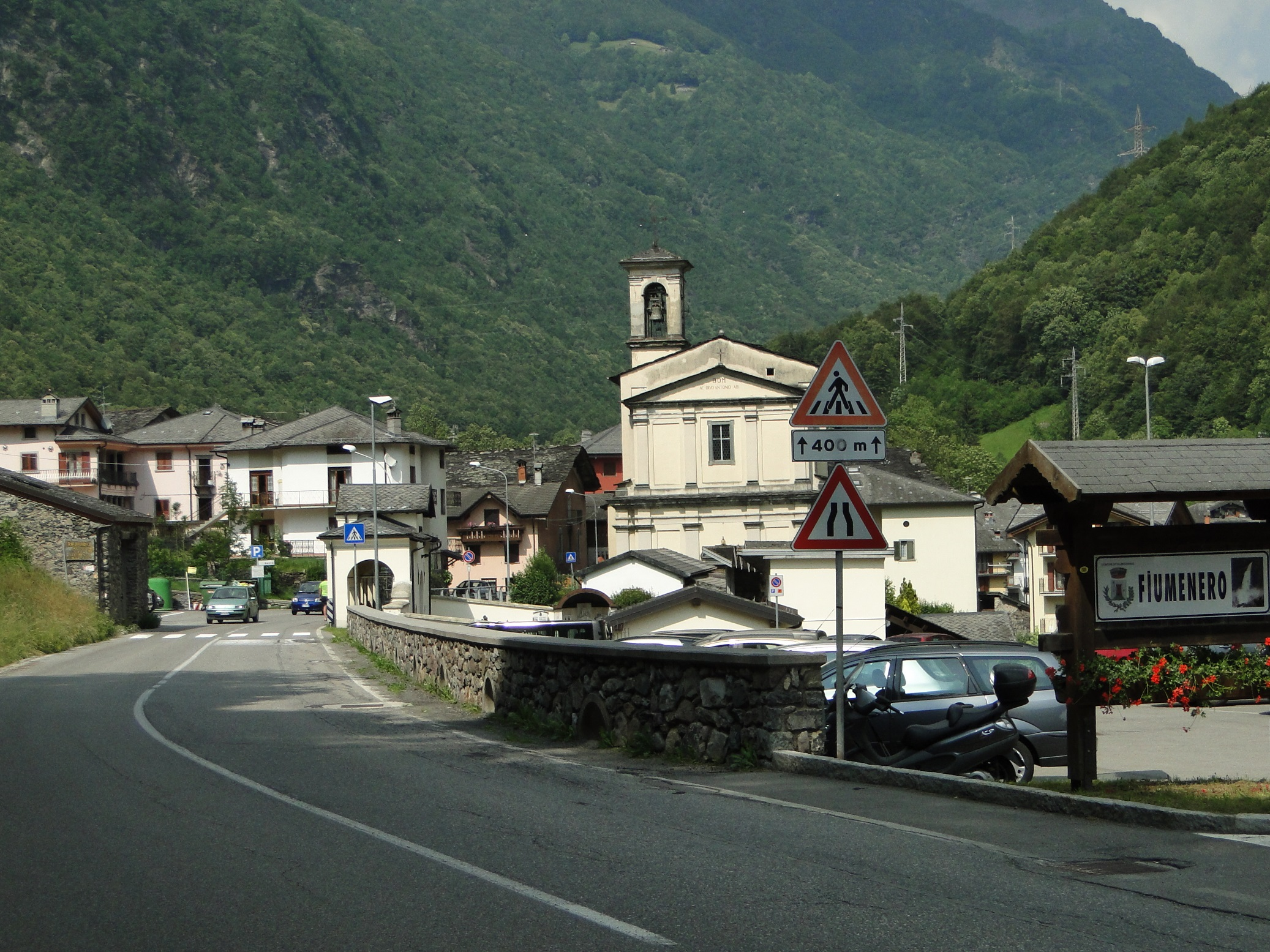
Fiumenero

### Frazioni
1. Fiumenero[13]: in dialetto bergamasco Fömnigher che tradotto significa Fumo nero, il cui significato non è riconducibile al colore delle acque del torrente che lo attraversa, torrente nero, ma alla presenza nelle vicinanze nei secoli scorsi, di un forno di fusione che procurava intensi fumi di colore nero che avvolgevano spesso l'abitato della frazione.[12] La località è posta a circa 800 m di altitudine ed è la frazione più a sud del territorio di Valbondione.[14]
2. Lizzola[13][liˈʦːɔːla] (Liddöla o Lissöla [liˈsøla]: parola di origine latina, dal gentilizio romano "Alletius", traslato prima in "Litius", poi in "Liccius", a cui venne applicato il suffisso diminutivo ”-olus”, da cui "Licciolus".[12] In dialetto bergamasco Liddöla, posta a circa 1250 m, è una particolare località posta in una piccola conca collegata a diverse valli tra cui valle Bondione dove scorre l'omonimo torrente. Il centro abitato è costituito da diverse piccole contrade: Lizzola presa dall'alto
  - Ebondi
  - Cantone
  - Casa Oberti
  - Cima case
  - Piazza

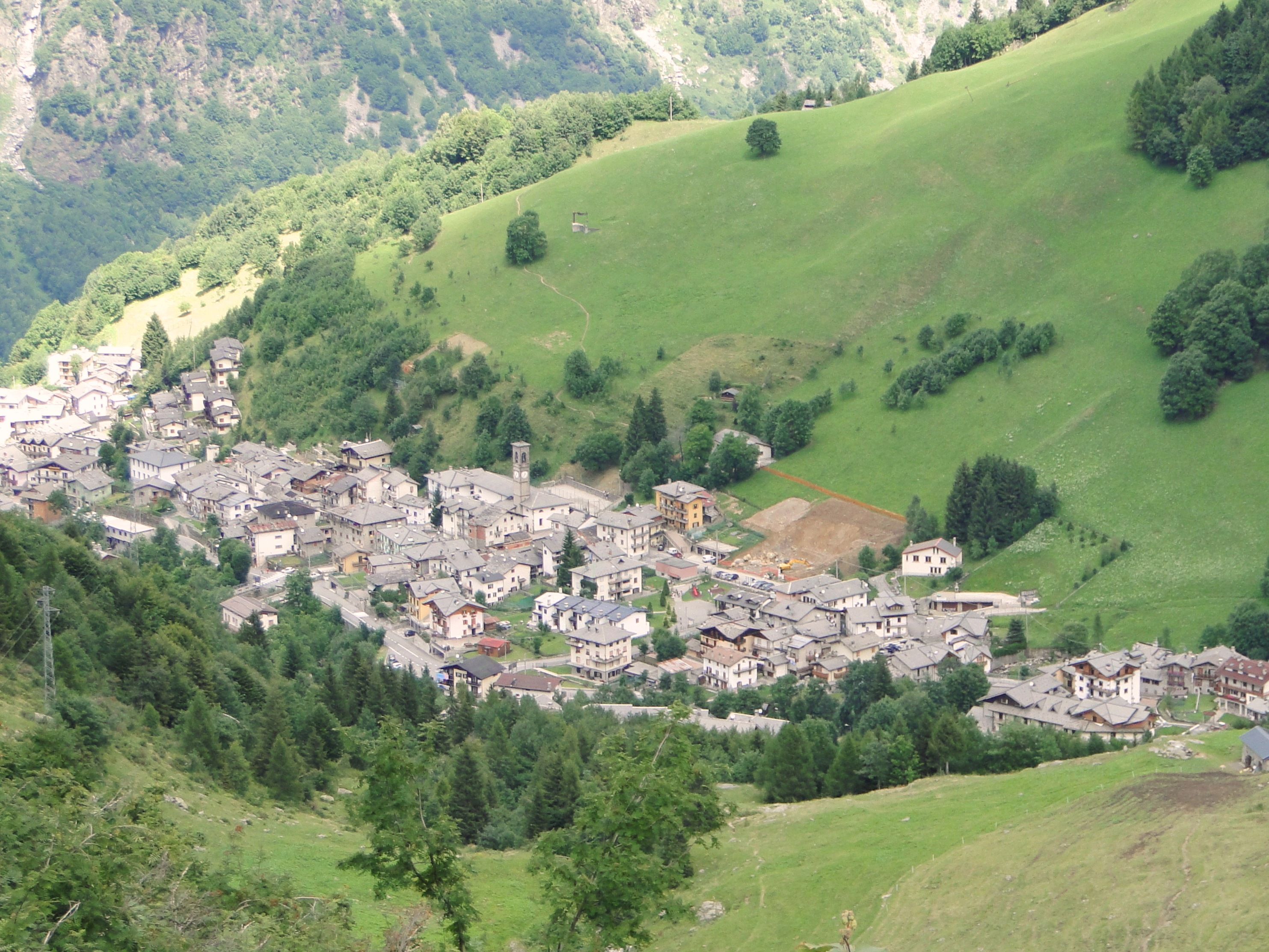
Lizzola presa dall'alto

In passato ne faceva parte anche Lizzola Bassa, situata più a valle lungo il corso del torrente Bondione, poi parte di Bondione.

### Contrade

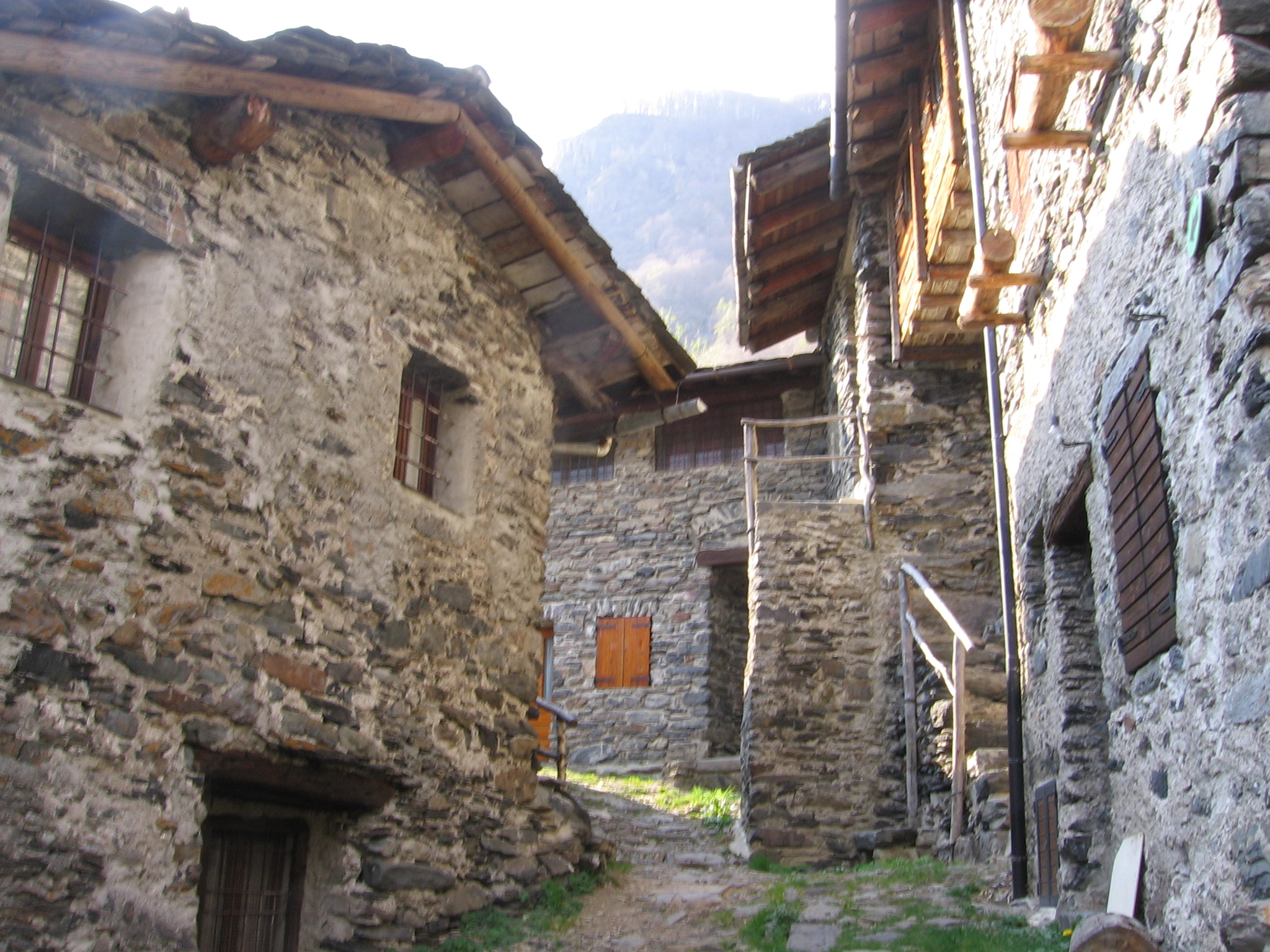
L'antico borgo di Maslana, recentemente ristrutturato

1. Dossi[13]: il nome significa "altura". Sugli speroni di roccia dietro ai Dossi, sono visibili alcuni tratti di galleria fatti per l'estrazione dei minerali. La contrada dista 2,2 km dal comune di Valbondone, oltre a essere un piccolo centro residenziale, ospita, verso valle, la centrale idroelettrica Dossi gestita dall'Enel, dove convogliano le acque della diga del Barbellino, dei torrenti e del fiume Serio.[14] Accanto alla centrale vi è un bacino artificiale contenente 50000 m³ d'acqua, il quale raccoglie le acque scaricate dalla centrale stessa. Essa costituisce solo una parte dell'intero complesso idroelettrico formato anche dalla diga del Barbellino e diga di Valmorta, diversi canali di derivazione in galleria e un tratto finale di condotta forzata. La producibilità dell'impianto è di oltre 148 milioni di kWh, pari al consumo medio annuo di circa 60 000 famiglie.[16]
2. Gavazzo[13]: l'etimo della località di Gavazzo è di matrice celtica: la sua origine è riconducibile alla radice Gav-, indicante la presenza di un corso d'acqua.[12] Il nome significa "luogo incassato", infatti le case più antiche sono come incastonate sulla riva del fiume. Gavazzo è distante 2,95 km dal comune di Valbondione e ospita una tranquilla zona residenziale con la chiesa di San Giuseppe, la cui festa è celebrata sempre la prima domenica di agosto.[14]
3. Mola[13]: piccola contrada che si affaccia sulla strada principale con poche famiglie che la abitano.[14]

#### Le contrade più antiche
1. Maslana: Di derivazione latina è invece l'altra località di Maslana, che dovrebbe derivare dalla dicitura "Selva Massilana", ovvero un bosco appartenente a tale Massilus[12] Maslana è una piccola contrada abitativa che, ricostruita nel XX secolo dopo un incendio avvenuto nel 1979, mantiene intatte tutte le caratteristiche del borgo alpino. Posto su un'altura rocciosa alla base del monte Pinnacolo e che sovrasta il fondovalle, è raggiungibile solo a piedi con circa 30 minuti di cammino, e nei periodo primaverili permette l'avvistamento di stambecchi, che si spingono fino ai margini delle abitazioni. Nell'archivio parrocchiale di Bondione, riporta i dati sugli abitanti che furono a Maslana. Nel 1720 erano 71, nel 1749 erano 50.
2. Redorta: Il nome significa "montagna alta". È una delle contrade più antiche di tutta la Val Seriana, già abitata quando nel fondovalle c'era un lago formatosi dopo l'ultima glaciazione quella di Würm. Anticamente vi era una chiesa presbiteriale distrutta durante un terremoto.
3. Salvasecca: Il nome significa "selva secca", poiché era priva di sorgenti. Qui, nel 1760, vivevano due famiglie.

## Storia

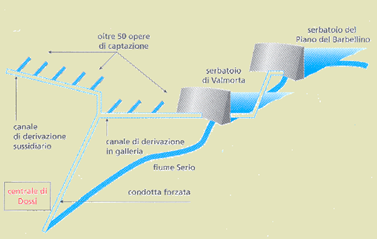
impianto idroelettrico del Barbellino: partendo dall'alto la diga del Barbellino, seguita dalla diga di Valmorta

Gli storici farebbero risalire l'origine dei primi insediamenti sul territorio di Valbondione all'epoca romana. Pare difatti che le miniere di ferro, scoperte nella zona di Lizzola proprio in quel periodo, avessero portato un ingente numero di schiavi (i cosiddetti Damnati ad Metalla citati da Plinio il Vecchio), le cui abitazioni avrebbero appunto creato il primo agglomerato urbano.
Nei secoli successivi alla caduta dell'impero romano, la zona venne abitata da gruppi di persone che si spinsero fin qui per trovare scampo alle scorrerie ed alle incursioni delle tribù guerriere che imperversavano nei fondovalle.
I primi nuclei sparsi vennero costituiti in posizioni elevate, come testimoniano i primitivi borghi di Lizzola, Redorta e Maslana, abbarbicati sulle pendici dei monti della zona, lasciando solo sparuti insediamenti nel fondovalle.
In seguito a forti dissesti geologici occorsi in epoche antiche, non si sa se provocati da frane o addirittura da un terremoto, le borgate di Maslana e Redorta furono distrutte. In quest'ultima sono visibili i resti dei vecchi insediamenti crollati, tra cui alcune antiche baite e la piccola chiesetta.
Nel 774 dopo Cristo, è documentata in Valle di Bondione l'esistenza di un oratorio dedicato a san Lorenzo, il quale risulterà poi la chiesa nel 1202.

A partire dall'epoca medievale, la popolazione si trasferì progressivamente sul fondovalle, in zone diventate sicure. Sorsero quindi numerosi agglomerati che crebbero fino a diventare contrade, che ben presto si raggrupparono in tre entità distinte tra loro: Bondione, Lizzola e Fiumenero. Il primo documento che testimonia la presenza del vescovo di Bergamo risale al 1026.

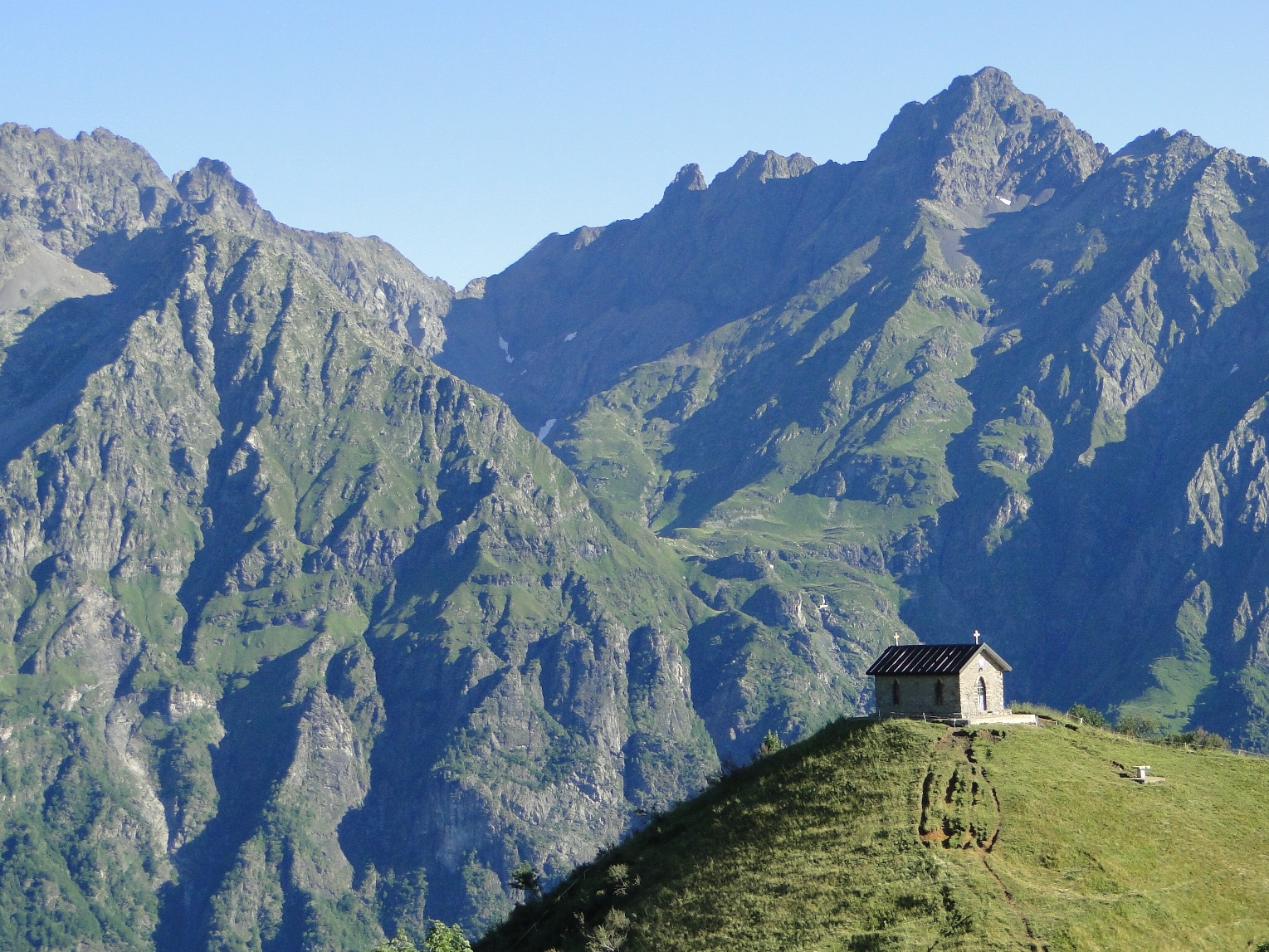
Il passo della Manina, storico collegamento con la valle di Scalve

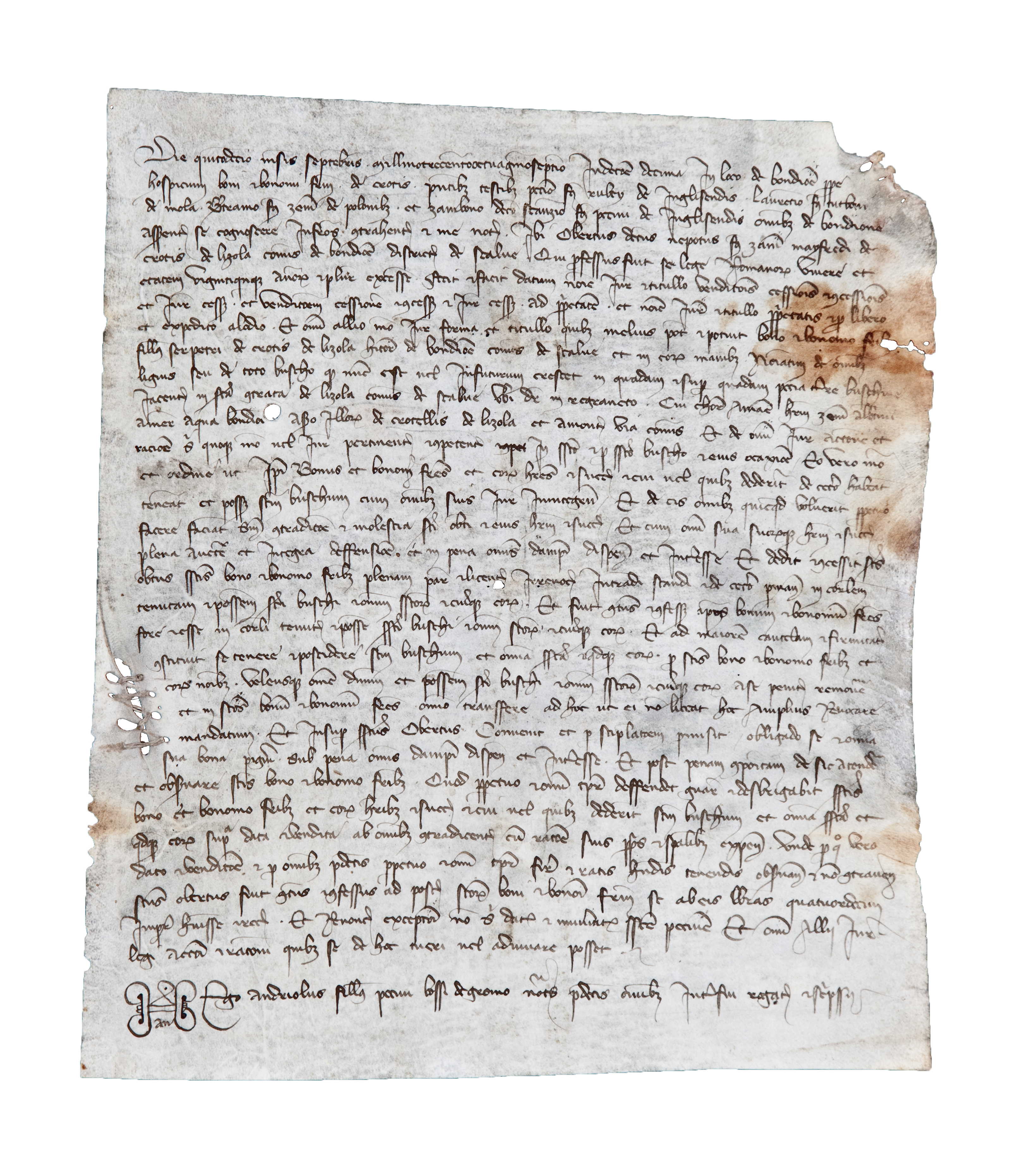
Atto di vendita, risalente al 1387, riguardante abitanti di Lizzola (dall'archivio Pietro Pensa)

Per gran parte del periodo medievale tutti i piccoli centri della Valle Bondione, gravitarono costantemente sia in campo amministrativo che in quello religioso nell'ambito della Val di Scalve. Nonostante questa fosse posta sull'opposto versante orografico e raggiungibile soltanto tramite il passo della Manina e il passo di Bondione, entrambi posti lungo angusti sentieri, legò a sé questi territori nell'istituzione denominata Comunità Grande di Scalve, facendoli inoltre dipendere dalla chiesa prepositurale di Vilminore.
I primi privilegi concessi risalgono al 1202, come testimoniato dal documento in cui Bondelione ottenne dalla Comunità di Scalve la possibilità di amministrare in modo autonomo la decima parte dei beni complessivi dell'istituzione. Ed è per questo motivo che in documenti successivi il borgo di Bondione venne chiamato con il nome di Dieci Denari. Le famiglie nobili del posto, per affermare la loro potenza e per organizzare la loro difesa, costruirono in questo periodo, delle torri.
Nel 1234 venne costruita la prima strada pubblica carrabile tra Fiumenero e Bondione, larga 2,63 metri. Rimase in uso fino al 1800, fino a quando il Governo Austriaco ne fece costruire una nuova nel tratto dal Mulino di Mola sino alla Casa del Dosso. La sua larghezza era di metri 4,10.
Il XIV secolo fu un periodo molto denso di avvenimenti, dal momento che anche qui si verificarono scontri tra le opposte fazioni di guelfi e ghibellini, che portarono lutti e devastazioni tra la popolazione. Altro evento infausto fu la pestilenza verificatasi nel 1361, che ridusse notevolmente il numero degli abitanti.
Uno spaccato della vita quotidiana di quel periodo è garantito da numerosi documenti, custoditi nell'archivio Pietro Pensa, nei quali sono documentati atti volti a regolamentare compravendite o redimere questioni tra gli abitanti.
Nel 1427 Valbondione, con un atto di sottomissione, venne inclusa nei possedimenti di terra della Repubblica di Venezia che per contro, concesse numerosi sgravi e benefici alla zona. Con la Serenissima ritrovò nuovo impulso lo sfruttamento delle miniere di ferro della valle Bondione, che creò ulteriori opportunità nell'indotto grazie all'apertura di due forni di fusione presso le contrade Torre e Gavazzo, nei pressi di Fiumenero.
A livello amministrativo, nel 1516 i borghi della valle Bondione entrarono a tutti gli effetti a far parte del Gran Consiglio di Scalve, rimanendovi legate per oltre due secoli.
Tuttavia le varie comunità di Lizzola, Bondione (o Dieci Denari) e Fiumenero cominciarono a spingere affinché venisse loro riconosciuta anche l'autonomia amministrativa, situazione che si verificò contestualmente al passaggio dalla Serenissima alla napoleonica Repubblica Cisalpina, avvenuto nel 1797. Nel 1789 la Grande Comunità di Scalve si divise e lasciò a ogni contrada parte dei beni che possedeva, come boschi, montagne, campi etc. Il Comune dei Dieci Denari venne escluso dalla ripartizione poiché si era già diviso dalla Comunità nel 1202.
In questo ambito Lizzola, Dieci Denari e Fiumenero vennero inclusi nel Circondario di Clusone, anche se già nella successiva riorganizzazione territoriale del 1805 vennero tutti e tre raggruppati nell'entità denominata Valbondione, che dal 1809 venne a sua volta aggregata al comune di Castione. Ricostituito dopo due anni, nel 1812 venne nuovamente aggregato, questa volta a Gandellino.
Con l'avvento del dominio napoleonico, l'economia del paese va sempre peggiorando. Allora si decise di vendere dei beni comunali alle 42 famiglie del posto. Dagli atti di vendita studiati, si evince che già nel 1806, Il Comune dei Dieci Denari è inserito nel Distretto delle Sorgenti del Serio, che è una sottodivisione del Dipartimento del Serio, corrispondente grossomodo alla provincia di Bergamo. Sempre in questi documenti, si parla di "Municipali del Comune di Bondione". Dunque, nel 1806, era stato costituito il comune di Bondione, che aveva inglobato a sé Fiumenero, Lizzola e Dieci Denari.
In seguito alla Restaurazione del 1816, l'intera regione passò all'austriaco Regno Lombardo-Veneto, che definì nuovamente i confini ripristinando i tre comuni precedenti.
L'ultimo passo fu quello di svincolarsi dalla valle di Scalve anche in ambito religioso, passando dalla vicaria foranea di Scalve a quella di Ardesio, avvenuto nel 1852.
Il periodo compreso tra la fine del XVIII secolo e l'inizio del XX vide un periodo molto florido per il paese, con la popolazione che crebbe dai 513 residenti del 1776 ai 737 del 1805, raggiungendo quota 1106 nel 1853 e 1405 nel 1871. Il tutto grazie alle molteplici possibilità di lavoro che il territorio offriva: oltre alle miniere, costantemente utilizzate anche dopo l'età veneta, e al relativo indotto a esse legate, vi erano anche le professioni di boscaiolo e carbonaio.
A ciò si aggiunsero anche i lavori di costruzione dello sbarramento del fiume Serio a monte dell'abitato che, portati a compimento negli anni tra il 1920 e il 1930, garantirono il funzionamento di una centrale idroelettrica posta in località Dossi.

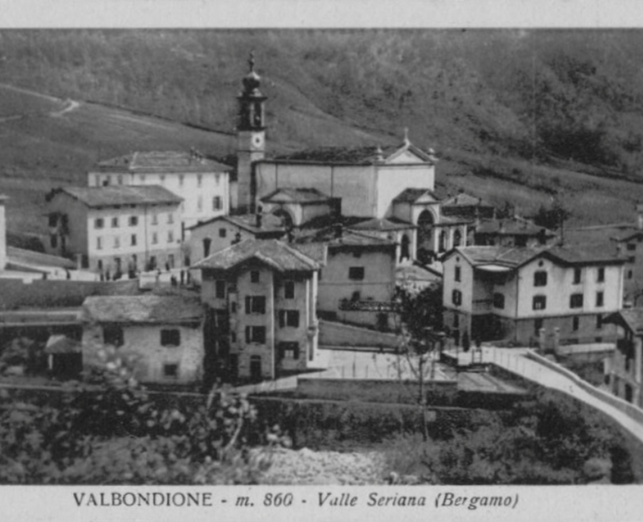
Centro abitato di Valbondione

La vita del comune continuò fino al 1927, anno in cui il regime fascista, nell'ambito di un'opera di soppressione dei piccoli centri in favore dei più grandi, decise la fusione di Bondione e Fiumenero, andando a formare Valbondione.
Tuttavia a partire dal termine della prima guerra mondiale cominciò a entrare in crisi l'industria estrattiva, con pesanti ripercussioni sulla vita degli abitanti. Gli anni seguenti videro infatti una progressiva diminuzione della popolazione che, dopo aver raggiunto le 2 002 unità rilevate nel censimento del 1931, scese fino alle 1 085 del 2011.
Soltanto nella seconda parte del XX secolo il territorio comunale venne interessato da un notevole sviluppo edilizio dovuto all'incremento dell'industria turistica, grazie alla presenza di piste da Sci alpino e sci di fondo, ma anche agli itinerari naturalistici e alla tranquillità del posto, nonché dalle cascate del Serio, le seconde più alte d'Italia.

### Simboli
Lo stemma e il gonfalone sono stati concessi con decreto del presidente della Repubblica n. 246 del 25 giugno 1981.
Le due stelle d'azzurro simboleggiano le frazioni di Fiumeno e Lizzola e il loro colore ricorda la sorgente del Serio e i numerosi corsi d'acqua presenti sul territorio.
Il gonfalone è un drappo di azzurro.

## Economia

### Attività mineraria

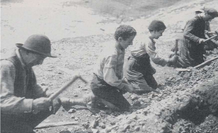
I bambini coinvolti nelle attività minerarie a Valbondione

La popolazione di Valbondione e Lizzola visse per molti secoli con il ricavato dell'attività mineraria estrattiva. L'estrazione si svolgeva in maniera molto primitiva e solo nei periodi invernali, in estate infatti il calore esterno con il fresco presente nelle gallerie dove scorreva acqua creava un'eccessiva condensazione. In ottobre venivano quindi riaperti i cunicoli e i minatori tornavano a vivere in prossimità delle cave stesse, non facendo ritorno alle abitazioni per lunghi periodi. Nelle gallerie e nei cunicoli più stretti veniva usata la manovalanza infantile, spesso erano figli dei minatori stessi, che dopo aver riempito le ceste di materiale ferroso, lo portava all'esterno dove veniva trasportato su slitte lungo una via detta via di strusì nei forni fusori per la torrefazione. Sul territorio di Valbondione, allora Val di Scalve, vi erano due forni a torre, uno in località detta Torre, e uno nella frazione di Gavazzo.

#### Storia
Si ritiene che l'inizio delle pratiche in miniera tra le montagne bergamasche sia molto antico. Esse potrebbero essere esistite già da prima dell'arrivo dei Romani, i quali, inviavano persone condannate a cavare metalli, definite, proprio per questo, "damnati ad metalla". Sempre sul territorio bergamasco, l'attività mineraria ha avuto un ruolo importante data la sua ricchezza, soprattutto per quanto riguarda la presenza di piombo, zinco, rame e politico. Considerando Valbondione, la presenza di queste attività già dal periodo romano è ritenuta certa da alcuni scolari basandosi su alcuni indizi, ad esempio la tradizione conservatasi che i Romani gestissero diverse miniere di rame e ferro in questa zona e che inoltre lavorassero i minerali in particolari officine adibite al fuso.
L'esistenza delle miniere è invece confermata nel periodo dei longobardi con i privilegi concessi da re Enrico III il Nero nel 1047, e successivamente durante il periodo della Serenissima.
La ricchezza mineraria permetteva alla valle di sviluppare la produzione e la vendita di armi bianche in particolare a Gromo che, quando ebbe terminato il proprio filone, acquistava il minerale da queste cave. Secolo dopo secolo i minatori hanno studiato ogni punto del terreno di Valbondione identificando tutti i giacimenti scoperti. Sono diverse le tracce che testimoniano questa secolare attività, ad esempio gli antichi imbocchi delle gallerie e i ruderi dei vecchi forni di torrefazione.
Nel 1451 lo Statuto di Fiumenero diede le indicazioni necessarie per lo sfruttamento delle miniere e sul taglio del legno da adoperare per l'accensione dei forni fusori.

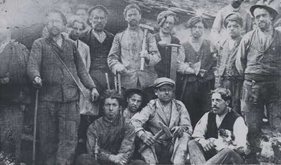
Minatori a Lizzola, 1920

Scarse invece sono le informazioni relative al periodo fin verso il Seicento, il motivo può essere ricondotto alla mancanza di controlli fiscali e della conseguente assenza di informazioni precise sull'andamento di tale industria. Chiunque scoprisse una vena, non avrebbe dovuto chiedere permessi per procedere e avrebbe potuto liberamente iniziare i lavori di escavazione minerale. Le contestazioni erano pressoché inesistenti dal momento in cui i giacimenti si trovavano in altitudine (500 m- 2000 m) e distanti dal centro abitato, ma anche perché si trattava di terreni di proprietà del Comune. Inoltre gli abitanti erano fortemente interessati allo sviluppo dell'industria mineraria nella zona a tal punto che i primi forni vennero costruiti a loro spese. Gli Statuti della Comunità di Scalve risultano essere tra i più rilevanti nella gestione dell'attività estrattiva; in particolar modo, esso prevedeva il diritto di libertà di ricerca e il diritto di proprietà della scoperta. 

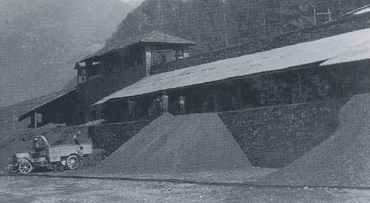
Il forno di Gavazzo utilizzato per fondere i minerali reperiti nelle miniere, 1920 circa

Informazioni più precise invece risalgono al periodo in cui Bergamo era sotto il Governo Veneto, il quale nonostante riconfermasse i diritti delle popolazioni montane sulle risorse minerarie, non era del tutto d'accordo con la mancanza di controlli, in particolare, ai fini fiscali, motivo per cui tentò di regolamentare le pratiche mediante concessioni. Questi tentativi di regolamentazione ebbero effetti poco efficaci, basti pensare che nel 1742 al Vicariato di Bergamo risultava registrata una sola concessione (a Gandellino) in tutto il territorio di Bergamo. La prima concessione data agli utenti delle miniere di Lizzola (Valbondione) fu registrata soltanto nel 1891, ciò significa che le attività minerarie venivano portate avanti segretamente e abusivamente per diversi anni.
Verso i primi dell'Ottocento, Giovanni Maironi da Ponte creò una lista piuttosto fedele delle miniere finora scoperte a Valbondione. Nell'elenco risultava che, a Fiumenero, vi erano anche miniere di ferro, le frere, dalle quali si estraeva la maggior quantità di minerali che venivano utilizzati per alimentare il forno di Gavazzo.

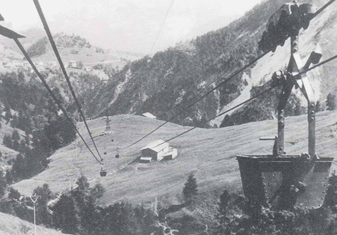
La teleferica che trasportava i minerali dal Passo della Manina a Darfo

La situazione cambiò drasticamente tra la fine del Settecento e l'inizio dell'Ottocento, quando Valbondione era sotto il controllo della Repubblica Cisalpina la quale abolì le decime sulle miniere. Altro avvenimento che determinò dei forti cambiamenti per quanto riguarda la gestione delle miniere fu la crescente domanda del ferro che poteva però essere soddisfatta soltanto attraverso nuove tecniche di lavorazione e fusione. Per questo motivo le miniere iniziarono a essere concentrate nelle mani di pochi, spesso persone proveniente da fuori, abbandonando così le antiche regolamentazioni comunitarie. Questa decisione, se da una parte ha ridotto i profitti della valle, dall'altro ha permesso di porre fine alla secolare crisi del settore minerario-siderurgico. L'attività era molto florida e teneva impegnati gli abitanti in diversi modi: c'era chi si occupava di trasportare le ghise dai forni di fusione, chi invece era impiegato travagliando nelle fucine di riduzione e chi nelle altre relative attività.
Nel 1852 si scoprirono vene di piombo.
Tra gli anni 20 e 30 del Novecento, diverse miniere di ferro chiusero per via della concorrenza estera. Esse ripresero a funzionare con l'arrivo della seconda guerra mondiale, in particolare, la miniera Manina, una delle miniere che alimentavano il forno di Gavazzo già da molto prima della chiusura delle miniere. Nel 1938 fu realizzata una teleferica lunga 20 km che trasportava i minerali estratti al Passo della Manina sino a Darfo Boario Terme in Val Camonica.

### Impianto idroelettrico
Una delle risorse che contraddistingue Valbondione è la produzione di energia elettrica attraverso l'impianto idroelettrico del Barbellino, un complesso di opere situate tra il lago del Barbellino artificiale (1862 m) e la Centrale Dossi (846 m), nell'omonima frazione di Valbondione. L'impianto raccoglie principalmente le acque del fiume Serio, le cui sorgenti si trovano all'altezza del Monte Torena (2911 m), convogliate in una galleria lunga circa 8,5 km.
L'impianto è costituito dalla diga del Barbellino che riceve da nord le acque del Serio, oltre che le acque di altri torrenti come il Trobio e il torrente di Cerviera. Una seconda diga denominata diga di Valmorta, poco sotto quella del Barbellino, una serie di canali di derivazione in galleria della lunghezza complessiva di 11,2 km e un tratto finale di condotta forzata situato a 1810 m che conduce fino alla Centrale Dossi, ultima opera dell'impianto. La potenza creata è pari a portata per salto e raggiunge i 13000 kw, sufficiente a garantire il fabbisogno annuo di 200 000 persone.

## Monumenti e luoghi d'interesse

### Sentiero delle Orobie

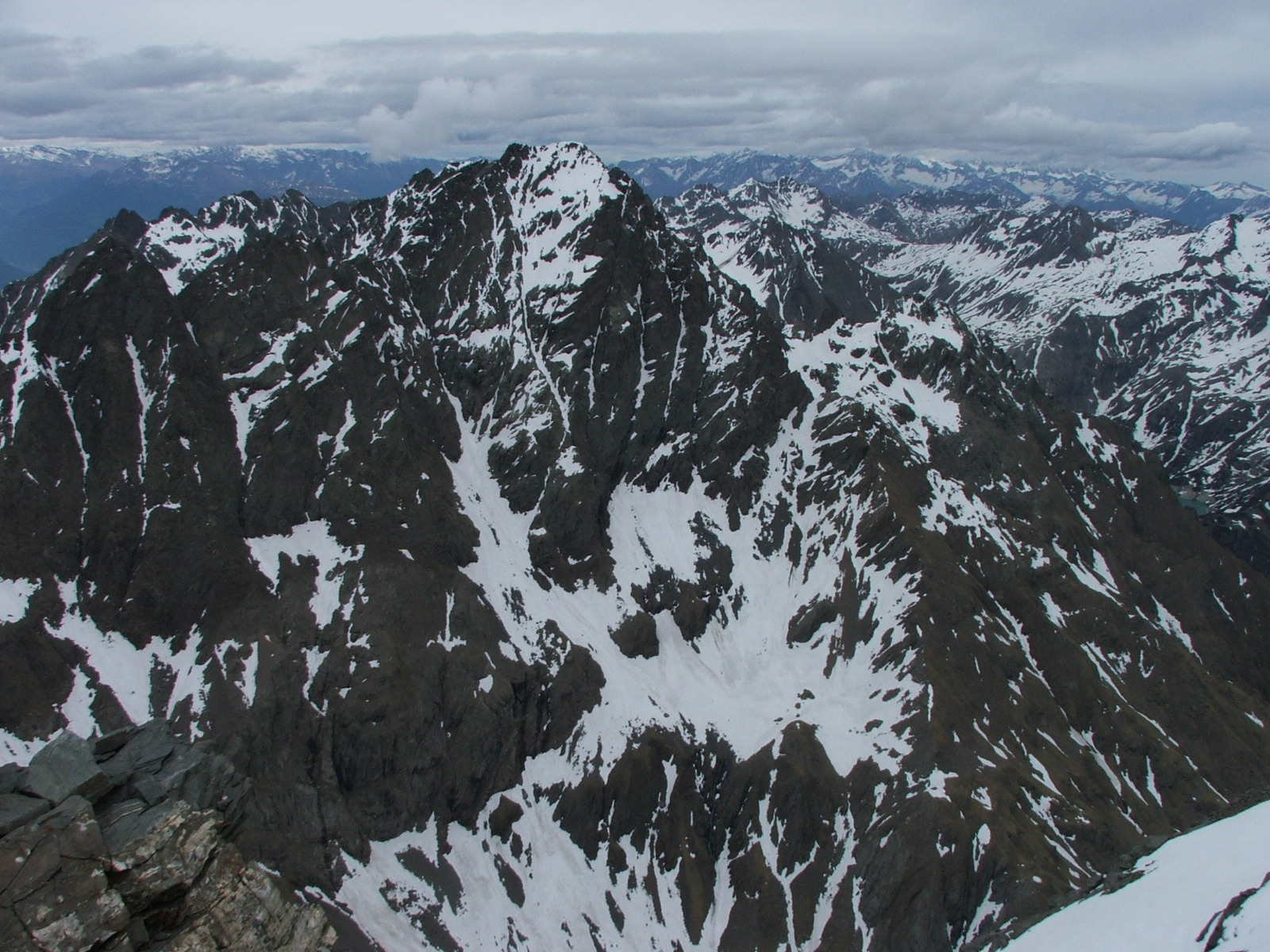
Il pizzo Coca, vetta più alta delle Alpi Orobie

Numerosi sono gli itinerari naturalistici che il paese offre. Su tutti è d'obbligo citare il Sentiero delle Orobie, traccia dalla rilevanza extra-provinciale, che transita per un lungo tratto sul territorio comunale e che tocca ben quattro rifugi alpini: il Baroni al Brunone, il Merelli al Coca, il Curò e il rifugio UEB-Consoli. Al di fuori di questo itinerario molto frequentato, vi sono anche il Rifugio Barbellino, presso l'omonimo lago, e il "Goi del ca", posto in località Maslana. Tutti possono essere considerati punti d'arrivo o base per escursioni più impegnative sulle innumerevoli vette presenti.
Tra le altre tracce merita menzione anche il Sentiero naturalistico Antonio Curò, che collega il Rifugio Curò al Passo del Vivione, in Valle di Scalve, attraversando zone poco frequentate e ricche di fauna (tra cui camosci, stambecchi, marmotte e mufloni) e flora (genepì, stelle alpine, genziane, genzianelle e cardi) autoctona protetta.

### Il sentiero dei carbonai
Questo percorso è stato pensato per visitare quelle zone del territorio valbondionese dove i carbuner erano soliti produrre carbone di legna utilizzando i poiàt o carbonaia. Per realizzarla i carbuner sceglievano una zona del bosco pianeggiante e priva di sassi o rami chiamata aral, al centro del quale veniva incastrato un palo alto 2 m circa. Attorno costruivano una incastellatura vuota sulla quale venivano appoggiati in senso circolare i pezzi di legna, partendo da quelli più grossi che creavano il primo strato, seguiti dai pezzi più piccoli che costituivano il secondo, determinando così la forma a cupola della carbonaia. Per impedire l'afflusso di aria, infine, il tutto veniva ricoperto con fonde di abete e uno strato di terra di circa 10 cm. Per l'accensione della carbonaia, venivano introdotti dei pezzi di legno all'interno del fornello, dando così il via alla fase di cottura. Trascorrevano diversi giorni dall'accensione, durante questo tempo i carbuner dovevano controllare la carbonaia, giorno e notte. A indicare che il carbone era pronto, era il tipo di colorazione turchina che assumeva il fumo; alla fine del processo il carbone veniva estratto facendo attenzione a eventuali focolai ancora accesi che venivano spenti con l'acqua o terra.
Il sentiero dei carbonai collega diverse aree di Valbondione: partendo dal tipico borgo di Maslana, si passa a quello di Valbona, per poi intraprendere il lungo sentiero tra i boschi che conduce a Lizzola. Partendo da qui si prende un ulteriore sentiero molto antico che porta a Bondione, centro di Valbondione. Percorrendo questo itinerario, si fa tappa in ben 19 aral, ognuno dei quali presenta dei cartelli che spiegano come venivano realizzate le singole carbonaie e il loro funzionamento, parole provenienti da coloro che hanno lavorato all'interno di questo tipo di produzione, svolta anche in altre zone d'Italia, persino nella Svizzera italiana.

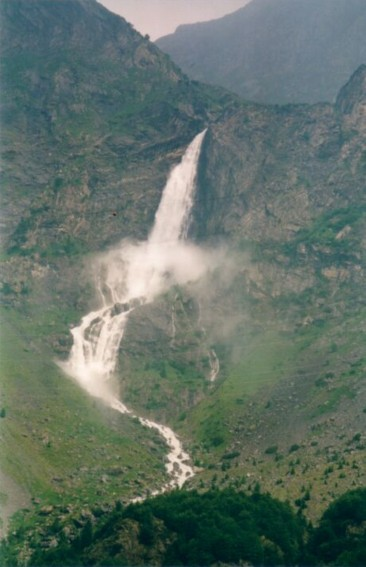
Cascate del Serio

### Cascate del fiume Serio
Sempre in ambito turistico, di grande impatto sono le cascate del fiume Serio.
Queste si sviluppano dal Lago del Barbellino, dove la centrale Enel per cinque volte all'anno (sempre nel periodo estivo) libera l'acqua in quello che era il suo originale corso precedente alla creazione della centrale stessa, per un triplice salto di ben 315 metri.
Uno spettacolo a cui ogni volta assistono migliaia di persone.
Interessanti sono anche altri piccoli salti d'acqua, come quello del torrente Bondione a valle di Lizzola, quelli delle valli di Coca e di Fuga, così come il Gorgo del Cane e il Gorgo dei Fondi, creati da un salto del Serio tra Maslana e Beltrame.

### Chiesa di San Lorenzo
In ambito architettonico merita menzione anche la chiesa parrocchiale, dedicata a san Lorenzo. Edificata nel corso del XIV secolo, ma rifatta completamente nel XVII secolo, custodisce opere pittoriche di buon pregio, tra le quali una Madonna con Bambino e santi Sebastiano, Lorenzo e Rocco di scuola del Moroni, e una Vergine con Bambino, san Domenico e santa Caterina di Domenico Carpinoni.

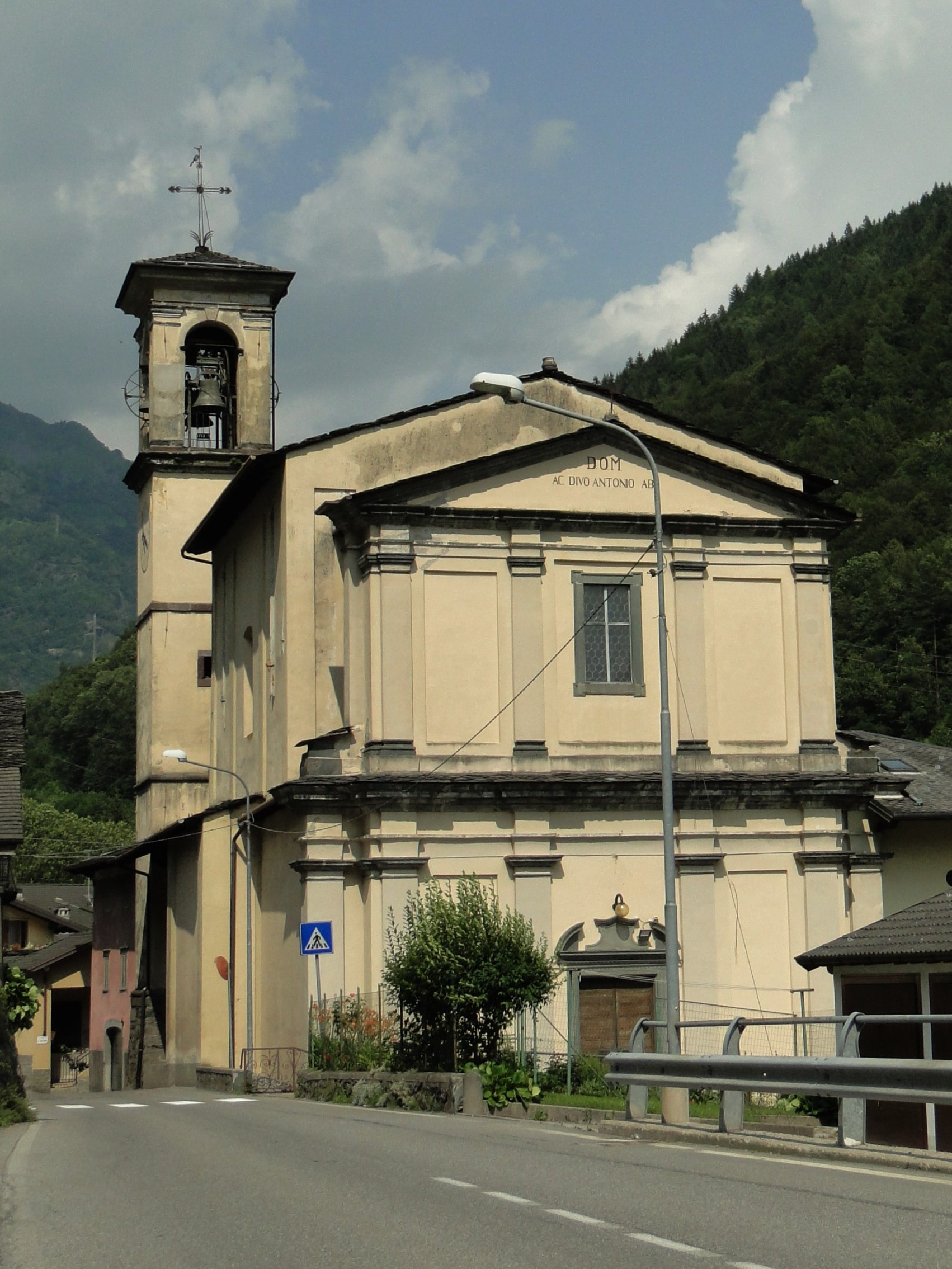
Chiesa di Sant'Antonio Abate

Anche le chiese parrocchiali di Fiumenero, dedicata a sant'Antonio abate, e di Lizzola, intitolata a san Bernardino da Siena, possiedono opere rispettivamente del Carpinoni e dell'Albrici.

### Chiesa di Sant'Antonio Abate
L'inizio dei lavori per la costruzione della chiesa avvenne l'8 maggio del 1747, mentre il 4 luglio del 1759 venne dedicata a Dio Ottimo Massimo e a sant'Antonio Abate per volere del vescovo di Bergamo Antonio Redetti. Ciò che incuriosisce a livello architettonico è la facciata che risulta inferiore in altezza e larghezza rispetto all'aula. Le basi, i capitelli, le cornici, il frontone e infine il portale sono realizzati in pietra. I dipinti conservati all'interno sono svariati, tra cui:
1. La deposizione della Croce con i santi Pietro, Antonio Abate, Pietro martire, Giacomo e Paolo;
2. La Madonna del Rosario e santi Domenico e Gregorio;
3. La Santissima Trinità con la Madonna e le anime purganti di Domenico Carpinoni;
4. L'apparizione di Cristo a san Tommaso;
5. I santi Sebastiano e Rocco di Domenico Carpinoni[8]

### Chiesa della Visitazione di Maria Santissima
La piccola chiesa della Visitazione indicata presente già nel 1575 conserva la pala della Visitazione di Maria alla cugina Elisabetta del clusonese Domenico Carpinoni.

### Chiesa di San Giuseppe
Il 14 maggio 1694 il doge di Venezia Silvestro Valier autorizzò la costruzione di un edificio di culto nella località che doveva adempiere alle richieste degli abitanti di Gavazzo, Mola e Dosso nel comune definito Dei dieci denari, Valle di Scalve. Il documento era stato redatto nel palazzo Ducale. L'antica chiesa era lunga venticinque braccia e larga dieci e mezzo, dove si poteva celebrar la Messa data la distanza dalla chiesa parrocchiale, ma senza in essa interferire, ed era intitolata al Santissimo Nome di Maria, San Giuseppe e San Defendente. L'antica chiesa di San Giuseppe, fu edificata nel 1722.
L'edificio fu completamente distrutto e ricostruito nella seconda metà del XX secolo su disegno dell'ingegnere Adolfo Ferrari. Secondo alcuni vecchi documenti, si attesta la presenza a Gavazzo di un forno per il pane.

### Chiesa della Madonna Pellegrina
La piccola chiesa intitolata alla Madonna Pellegrina, è posta sul passo della Manina a una altezza di 1796 m., edificata nella prima metà del Novecento.

## Società

### Evoluzione demografica
Abitanti censiti

## Amministrazione
| Periodo         | Periodo         | Primo cittadino   | Partito      | Carica      | Note |
| --------------- | --------------- | ----------------- | ------------ | ----------- | ---- |
| 27 aprile 1997  | 13 maggio 2001  | Sergio Piffari    |              | Sindaco     |      |
| 14 maggio 2001  | 29 maggio 2006  | Duilio Albricci   |              | Sindaco     |      |
| 30 maggio 2006  | 15 maggio 2011  | Benvenuto Morandi | lista civica | Sindaco     |      |
| 16 maggio 2011  | 4 dicembre 2013 | Benvenuto Morandi | lista civica | Sindaco     |      |
| 6 dicembre 2013 | 25 maggio 2014  | Patrizia Savarese |              | commissario |      |
| 25 maggio 2014  | 25 maggio 2019  | Sonia Simoncelli  |              | Sindaco     |      |
| 27 maggio 2019  | 11 giugno 2024  | Romina Riccardi   | lista civica | Sindaco     |      |
| 11 giugno 2024  | in carica       | Walter Semperboni | lista civica | Sindaco     |      |
|                 |                 |                   |              |             |      |

### Gemellaggi
- Montodine, dal 2016[35]

### Romanzi storici
- Nazareth Simoncelli, Aeternum. Confitemini Domino In Aeternum Misericordia Eius, 2019, ISBN 88-69121-53-4.